# Joanne Belknap
Joanne Belknap ist eine US-amerikanische Sozial- und Rechtswissenschaftlerin sowie Kriminologin. Sie ist Professorin am Department of Ethnic Studies der University of Colorado Boulder und zugleich adjunct professor an der Juristischen Fakultät der australischen Queensland University of Technology. Sie amtierte 2014 als Präsidentin der American Society of Criminology (ASC).
Belknap machte 1981 den Bachelor-Abschluss (Politikwissenschaft) an der University of Colorado Boulder, 1983 das Master-Examen (Criminal Justice) an der Michigan State University, wo sie 1986 auch zur Ph.D. promoviert wurde. Ihre Forschungsschwerpunkte sind:
- Sexuelle Viktimisierung
- Inhaftierung von Frauen und Kindern
- Strafrechtspolitik
- feministische Kriminologie
- Intersektionalität
- Wiedereingliederung von Gefangenen in die Gemeinschaft
- Hochschulunterricht in Gefängnissen